# محمد رشاد الشريف
محمد رشاد الشريف (1925- 26 سبتمبر 2016)، أحد مشاهير قراء القرآن الكريم في العالم الإسلامي، ومقرئ المسجد الأقصى المبارك في القدس والمسجد الإبراهيمي في الخليل. وأستاذ اللغة العربية في جامعة الخليل ومدارس القدس والخليل كما وكان مقرئاً للقرآن الكريم في التلفزيون الأردني انتقل للعيش في الأردن منذ عام 2002 وكان يؤمّ سابقاً مسجد الملك عبد الله الأول في العبدلي.

## اسمه ومولده
هو «محمد رشاد» بن عبد السلام بن عبد الرحمن الشريف، يصل نسبه إلى الحسين بن علي بن أبي طالب بن فاطمة الزهراء. ولد في مدينة الخليل في فلسطين عام 1925 .

## بدايته وصعوده
بدأ الشريف بتعلم الترتيل صغيراً. فقرأ القرآن الكريم على الشيخ حسين علي أبو سنينه وأجازه بروايتي حفص عن عاصم وورش، حتى أتقن القراءة القرآنية في سن الثامنة عشرة متأثرا بقراءة المقرئ محمد رفعت. وكان يسمعه مفتي الخليل الشيخ عبد الله طهبوب في العام 1941 والذي عمل على إرساله إلى الإذاعة الفلسطينية في مدينة القدس، ليستمع إليه أهل السماح وكان من بينهم الشاعر الفلسطيني الراحل إبراهيم طوقان فوافقوا على قراءته. وفي العام 1943، استمع إلى محمد رشاد الشريف شيخ القراء في القرن العشرين، المقرئ محمد رفعت وكان كفيفاً فقال عنه «إنني استمع إلى محمد رفعت من فلسطين» ، وليرد له برسالة في العام 1944 معتبراً إياه بمثابة «محمد رفعت الثاني».
عين كقارئ للمسجد الأقصى في عام 1966 ، وكان يقرأ فيه جمعة بعد جمعة، لأنه كان أيضاً يقرأ في الحرم الإبراهيمي في الخليل.

### تسجيله للمصحف
انعقد المؤتمر الإسلامي في جدة سنة 1980، وبحث أمر تكليف الشيخ محمد رشاد الشريف بتسجيل القرآن كاملاً ليوزع على العالم، فطلب من وزير الأوقاف الأردني الأسبق كامل الشريف استدعاء الشيخ الشريف إلى عمان لتسجيل القرآن، فبدأ بذلك وانهى ختمة القرآن عام 1984م ، وتولت وزارة الأوقاف الأردنية توزيع نسخ من هذا المصحف على كثير من ضيوف الأردن من العلماء والمسؤولين، وقد تم حديثا إصدار مصحف المسجد الأقصى المرتل بصوته، وأضيفت قراءات المسجد الأقصى والحرم الإبراهيمي الترتيلية البطيئة.

## مواهب أخرى
ولدى محمد رشاد الشريف معرفة كبيرة في فن الخط، فهو يتقن خط الرقعة والثلث والفارسي. وقام بتأليف كتاب اللغة العربية للصف الأول بتكليف من وزارة التربية والتعليم في الأردن، واستخدم في كتابه خط الرقعة في تعليم الأطفال مستندا على الطرق الصحيحة في عملية التعليم للأطفال الصغار مبتدئا من الحرف ثم المقطع ثم الكلمة ومن ثم الجملة.
والشيخ الشريف مثقف وبارع في نظم الشعر، وله ديوان شعري لم يطبع بعد؛ نظراً لتركيزه على علوم القرآن المتعددة. وللشيخ قصيدة المعلم المشهورة التي فضلها النقاد على القصائد التي نظمت في هذا الباب والتي يقول في مطلعها:
وكان قد بدأ بنظم الشعر في العام 1937، وله عدد كبير من القصائد تقارب المائة.

## عائلته
لديه من الأبناء خمسة:
- محمد رفعت.
- يوسف.
- معروف.
- سيد قطب.
- إمام، استشهد في العام 2001 وهو في الخامسة والعشرين من عمره عندما اغتالته القوات الإسرائيلية بعد خروجه من صلاة الجمعة في مدينة الخليل.

### معروف محمد رشاد الشريف
الشيخ معروف الشريف إمام مسجد الملك عبد الله الأول في عمان ومؤذن الأذان الموحد فيها، والحاصل على شهادة الماجستير في علوم القرآن، بدأ معروف بتعلم القرآن الكريم على يد والده وعمره أربع سنوات، وحين كان بعمر الخامسة لاحظ والده موهبةً مميزة في تلاوة القرآن، فاهتم بتعليمه وتشجيعه، بعد ذلك ألتحق بدار للقرآن الكريم للتعلم والحفظ، وبتشجيعٍ من والده حفظ القرآن الكريم، شارك بعدّة مسابقات لحفظ القرآن، وكان يشارك في بعض المناسبات لتلاوة القرآن في افتتاح المناسبة.
تأثر معروف الشريف (كما والده) بالقارئ محمد رفعت ومدرسته في ترتيل القرآن الكريم، ويظهر ذلك في أسلوبه في التلاوة، كان ينوب عن والده في إمامة مسجد الملك عبد الله الأول وكذلك تدريسه للقرآن الكريم للطلبة والحُفاظ، كما مثّل الأردن في عدة مناسبات دولية للقرآن الكريم.
حصل على الإجازة بالسند المتصل لرسول الله عن والده، برواية حفص عن عاصم من طريق الشاطبية، وحصل على شهادة الماجستير من جامعة آل البيت في الأردن، وكانت رسالته بعنوان «التغنّي بالقرآن وعلاقته بالأنغام».

## وصلات خارجية
- موقع طريق الإسلام: القرآن كاملاً بصوت محمد رشاد الشريف.
- الشيخ محمد رشاد الشريف في برنامج "ورتّل القرآن"  على يوتيوب.